# بورمة (الصومال)
بورمة أو بورما (بالصومالية: (Boorama (Borama    ويطلق عليها  مدينة العلم والسلام

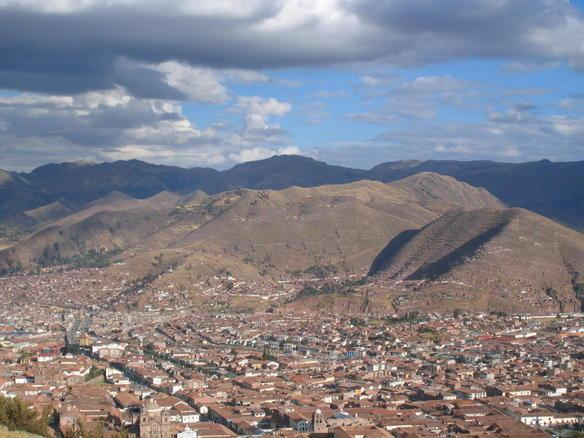
مشهد عام

)‏ هي عاصمة أقليم اودل في الصومال أو ما يسمى الآن بأرض الصومال ، قريباً من حدود جيبوتي وإثيوبيا ، وهي مدينة مشهورة بالعلم والمعرفة ، ويكنى بأهلها بين الصوماليين بـ (المتعلمين أو المثقفين) ، يقدر عدد سكانها 3000000 ألف نسمة ، وتشهد مثالا رائدا في تنظيم المجتمع وتطويره من خلال المساعدة الذاتية. واشتهر بينهم مصطلح (iskaa wax u qabso) معناه اعتمد ذاتك دون غيرك.

## الطبيعة والمناخ
بورمة مدينة باردة وممطرة في أغلب الأوقات ، وهي مدينة جبلية مليئة بالتلال، ومناخها خصب فتحيط بها الأشجار والمروج الخضراء والمراعي والحقول، وتلقّب بـ«مدينة الحدائق» (seeraha- Boorama). تجذب العديد من السياح من مناطق عديدة ، وفيها مجموعة متنوعة من الحيوانات ، وأنواع الطيور. وتبلغ أقصى درجة حرارة سجلت في بورمه 35 درجة مئوية. حيث يغلب عليها طابع البرودة طيلة السنة.

## الخدمات
فيها عدة فنادق راقية ، ومن أشهرها رايس هوتيل، Rays hotel ، وفندق ساو(Saw) وفندق (Haldoor) ، وفندق (Oslo) ، ما أنها كانت المقر القديم لأكثر الهيئات الغربية قبل أن يتم تحويلهم إلى هرجيسا. وتملك بورمه شركتين كبيرتين لتزويد الكهرباء خلال 24 ساعة ، وشركتين للاتصالات ، وشركة للمياه . وتوجد في المدينة عدة مستشفيات منها المستشفى الحكومي العام ومستشفيات أهلية وعالمية ، . وكذلك لدى بورمه مصنعان للاسمنت و3 مصانع لتعليب الماء ومصنع لتعليب الحليب. وتتوفر في منازلها خدمة الإنترنت الدائم.

## التعليم
تحتل مركزاً مهما في مجال التعليم ، وفبها عدة جامعات مشهور ، منها جامعة عمود (بالصومالية: Jaamacadda Camuud(Amoud University) ).0 )‏ التي تعتبر أول مؤسسة جامعية بعد الحرب الأهلية للتعليم العالي في الصومال، وجامعة «ايلو EELO» والتي تهتم في مجال كليات العلوم والحاسب ، كما توجد أيضا جامعة أودل (Awdal-University) ، وهي جامعة متخصصة في مجال الطب ، بجميع أقسامه ، ويعمل فيها أساتذة من عدة دول ، وتوجد أيضا جامعات أخرى وفروع لجامعات أخرى منها جامعة بدر الإسلامية ، وجامعة أطمس الاثيوبية وغيرهما.
وهي أول مدينة تم فيها تأسيس مدارس خاصة لذوي الاحتياجات الخاصة ، في المناطق الشمالية ككل ، وفيها مدرسة لتعليم ضعاف السمع ، على مستوى الصومال، ككل ، وقد استقطبت عددا كبيرا من التلاميذ الصم من مختلف أنحاء المنطقة وخارجها.

## السياحة
تمتاز المدينة بطبيعة ساحرة ومناظر الجبلية الجميلة، وطيور وحيوانات بريه في أريافها.
وخدمات تقدمها الفنادق والمقاهي ، كما تمتاز المنطقة بوجود أماكن تاريخية يمكن زيارتها ، ومنها مدينة زيلع التاريخية والتي تبعد عنها حوالي 270 كيلو شمالا ، ومنها جامعة عمود ، والصحراء المعروف ب (Banka giriyaad) حيث فيه أنواع من الحيوانات النادرة ، كما يمكن زيارة مزارعها وشلالاتها مثل شلال (Buqdhada- ilgoray) ، حيث فيها ماء ينبع من الأرض طوال السنة ، وعلى هذا الأساس فالمنطقة تجذب جميع اطياف الصومالين المغتربين للاقامه فيها، وتشهد المدينة ازدحاما شديدا خصوصما في مواسم العطلة والصيف.

## المواصلات
من أكثر المواصلات المستخدمة في بورما هي التك تك والمعروفة لدى الصوماليين بـ BAJAJ ، وهي عربة مشهورة في بلاد الهند وباكستان ، وتعد مدينة بورما أول مدن ارض الصومال تستخدم هذه العربات التي أعطيت الشوارع شيئا من الحركة الجميلة ، ت
مطار بورمة المحلي هو الوحيد في إقليم أودل .
المطبخ
كغيرها من مناطق شمال غرب الصومال تتشكل ماكولات المدينة من المطبخين الجيبوتي و الصوماليلاندي مثل خبر الكمبابور و ارز الخضر الحار

## توأمة
لبورمة (الصومال) اتفاقيات توأمة مع:
- هنلي أون تيمز